# 費羅梅爾停止手槍
費羅梅爾停止手槍（Frommer Stop）是由位於奥匈帝國布達佩斯（現今為匈牙利首都）的金屬硬件、武器與機器工廠（匈牙利語：Fémáru-, Fegyver és Gépgyár，簡稱：FEG）生產的一種長行程後座作用半自動手槍。該槍是由魯道夫. 費羅梅爾（Rudolf Frommer）所研製，其中最原始的版本曾經以12M手槍 （Pisztoly 12） 的名義於匈牙利皇家陸軍中服役。費羅梅爾停止手槍有著多種不同的版本，它們都於1912—1945年期間投入生產，一些版本亦曾被匈牙利國防軍所使用。
停止手槍的前任者為M1910，該槍發射.32 ACP彈，槍口動能達到280米／秒。後來費羅梅爾重新為手槍設計出一個更傳統的佈局，從而推出了一種新的改型，於1912年獲得專利，並以19M手槍（Pisztoly 19M） 的名義於1919—1939年期間投入生產，同時被匈牙利武裝部隊定為制式手槍。停止手槍的最後一個版本為39M手槍，它發射.380 ACP手槍子彈，然而卻從來也沒有成為過制式武器。
另有一種以15發彈匣供彈，並只能全自動射擊的實驗用衝鋒手槍型，但沒有投產。

## 當成雙管機槍使用
用戶能夠同時為兩把費羅梅爾M17手槍裝上雙聯裝三腳架上以進行全自動射擊。這些手槍都被倒掛插入並以25發彈匣供彈。 

## 使用國
- 奥匈帝国
- 保加利亞
- 德國
- 匈牙利
- 奥斯曼帝国

## 另見
- 斯泰爾M1901手槍